# Olena Apanowytsch
Olena Mychajliwna Apanowytsch (ukrainisch Олена Михайлівна Апанович) (geboren 9. November 1919 in Melekess im Gouvernement Simbirsk, Sowjetunion; gestorben 21. Februar 2000 in Kiew, Ukraine) war eine ukrainische Historikerin und Erforscherin der Saporoger Kosaken. Sie war Mitglied der Nationalen Akademie der Wissenschaften der Ukraine, Trägerin des Taras-Schewtschenko-Preises und des Antonowytsch-Preises.

## Leben
Olenas Vater Michail Apanowitsch war gebürtiger Weißrusse und Bahnangestellter, ihre Mutter Camilla entstammte dem polnischen Adelsgeschlecht der Bortnowski. Sie war das fünfte von zehn Kindern, die meist schon im Säuglingsalter starben. Gemäß den Erinnerungen ihrer Verwandten brachte ihre Mutter Olena in einer Kutsche zur Welt. Ihr Vater stammte aus einer weißrussischen Bauernfamilie. Olena verbrachte ihre gesamte Kindheit in der Mandschurei, wo ihr Vater arbeitete. Ihre Familie wurde von den Japanern aus China deportiert. Sie ließen sich daraufhin 1933 in Charkiw nieder, wo Olena die Oberschule abschloss. Der Vater verließ die Familie, Olenas Mutter starb 1935 und ihr Vater wurde 1939 wegen falscher Anschuldigungen geächtet.
1937/38 besuchte sie das Institut für Journalismus des Zentralkomitees der Kommunistischen Allunions-Partei in Moskau, doch die Schule wurde bald darauf geschlossen, da die Lehrer in Ungnade gefallen waren. Daraufhin kehrte Apanowytsch nach Charkiw zurück, wo sie kurz vor Ausbruch des Zweiten Weltkriegs 1941 ihr Studium an der Fakultät für russische Sprache und Literatur des Pädagogischen Instituts abschloss. Nach dem Beginn der deutschen Invasion wurde sie nach Kasachstan und Baschkirien evakuiert, wo sie im staatlichen Volkskommissariat für Gesundheit arbeitete. 1944 kehrte Apanowytsch nach Charkiw zurück, da jedoch ihre Wohnung zerstört war, zog sie nach Kiew um. Ab Mai 1944 arbeitete sie im Zentralen Staatsarchiv der Ukraine in Kiew und war an der Veröffentlichung vieler historischer Dokumente beteiligt.
Ab 1945 war Apanowitsch Doktorandin des Historikers Kostya Huslisty und sie verteidigte 1948 als Kandidatin der Wissenschaften ihre Dissertation über die Teilnahme der Saporoger Kosaken am Russisch-Türkischen Krieg (1768–1774). So wurde sie 1950 als führende Expertin für das Kosakentum in das Institut für Geschichte der Akademie der Wissenschaften der Ukraine aufgenommen und unternahm bis 1972 zahlreiche archäologische Expeditionen zu den Orten, die mit der Geschichte des Saporoger Kosakentums verbunden sind. Sie veröffentlichte viele wissenschaftliche Arbeiten und erstellte ein vollständiges Verzeichnis der Gedenkstätten der Saporoger Kosaken.
In dieser Zeit stand Apanowytsch in engem Kontakt mit kritischen Intellektuellen wie Elena Kompan, Mikhail Braichevsky, Yaroslav Dzyra, Viktor Ivanysenko, Boris Antonenko-Davydovich, Grigory Kochur, Nadezhda Surovtsova, Iwan Dsjuba und Mikhailina Kotsyubynska, las Samisdat-Literatur und hörte ausländische Radiosender. Nachdem sie 1972 – wie viele Intellektuelle – aus politischen Gründen aus dem Institut für Geschichte entlassen worden war, war sie zunächst ein Jahr arbeitslos, entging jedoch einer Verhaftung. Danach bekam sie auf Fürsprache eine Anstellung in der Zentralen Wissenschaftlichen Bibliothek der Akademie der Wissenschaften der Ukraine und leistete einen bedeutenden Beitrag zur Handschriftenforschung. Zunächst hatte sie Publikationsverbot, dann erschienen ihre Artikel unter fremden Namen. Erst nach der Unabhängigkeit der Ukraine ab 1991 konnte sie wieder ohne Zensur veröffentlichen. Darin stellte sie eine Reihe von Fakten richtig, die vorher nicht niedergeschrieben werden konnten. Schließlich wurde die Historikerin auch als Beraterin für Dokumentar- und Spielfilme über das ukrainische Kosakentum eingeladen.

## Preise und Auszeichnungen
- Silbermedaille des VDNKh der UdSSR, der Ausstellung der Errungenschaften der Volkswirtschaft der UdSSR
- Seit 1991: Mitglied des Nationalen Schriftstellerverbandes der Ukraine
- 1994: Taras-Schewtschenko-Preis
- 1994: Preis der Omelyan und Tatiana Antonowytsch-Stiftung (US-amerikanischer Preis für Literatur in ukrainischer Sprache) für die Monographie „Streitkräfte der Ukraine der ersten Hälfte des XVIII Jahrhunderts“
- Seit 2019 ist eine Straße im Goloseevsky-Bezirk der Stadt Kiew nach Elena Apanowytsch benannt.[5]

## Veröffentlichungen (Auswahl)
Bücher
- Исторические места событий освободительной войны украинского народа 1648-1654 гг (Historische Stätten der Ereignisse des ukrainischen Unabhängigkeitskrieges von 1648-1654). Изд-во Академии наук УССР (Verlag der Akademie der Wissenschaften der Ukrainischen SSR), Kiew 1954, OCLC 16939721 (ukrainisch).
- Переяслав-Хмельницкий и его исторические памятники (Perejaslaw-Chmelnyzkyj und seine historischen Denkmäler). Изд-во Академии наук Украинской ССР (Akademie der Wissenschaften der Ukrainischen SSR), Kiew 1954, OCLC 20426706 (russisch).
- Збройні сили України першої половини XVIII ст (Die Streitkräfte der Ukraine in der ersten Hälfte des 18. Jahrhunderts). Січ (Sich), Dnipropetrowsk 2004, ISBN 978-966-511-375-1 (ukrainisch, Erstausgabe: Naukova Dumka, Kiew  1969).
- Рукописная светская книга XVIII в. на Украине. исторические сборники (Handgeschriebenes weltliches Buch des achtzehnten Jahrhunderts in der Ukraine. Historische Sammlungen). Nauk dumka (Wissenschaftliches Denken), Kiew 1983, OCLC 13230632 (russisch).
- mit K. M. Sytnik, Stepan Mykhaĭlovych Stoĭko: В. И. Вернадский, жизнь и деятельность на Украине (W. I. Wernadskij, Leben und Werk in der Ukraine). Наук думка (Wissenschaftliches Denken), Kiew 1988, ISBN 978-5-12-000410-7 (russisch).
- mit V. O. Shevchuk: Derevo pami︠a︡ti. Knyha ukraïnskoho istorychnoho opovidanni︠a︡ (Die Geschichte der ukrainischen Geschichtsforschung). Veselka, Kiew 1990, ISBN 978-5-301-00741-5 (ukrainisch).
- Розповіді про запорозьких козаків (Geschichten über die Saporoger Kosaken). Дніпро (Dnipro), Kiew 1991, ISBN 978-5-308-01371-6 (ukrainisch).
- Гетьман Петро Конашевич-Сагайдачний (Hetman Petro Konashevich-Sagaidachny). відділ облполіграфвидаву (regionale Druck- und Verlagsabteilung), Czernowitz 1991, OCLC 223171805 (ukrainisch).
- Гетьмани України і кошові отамани Запорозької Січі (Die Hetmanen der Ukraine und die kosakischen Atamanen der Saporoger Sich). Либідь (Lybid), Kiew 1993, ISBN 978-5-325-00062-1 (ukrainisch).
- Українсько-Російський договір 1654. міфи і реальність (Ukrainisch-Russischer Vertrag von 1654. Mythos und Realität). Варта (Wache), Kiew 1994, ISBN 978-5-203-01638-6 (ukrainisch).
- Чортомлицька запорозька січ: до 345 річниці заснування (Chortomlytska Zaporozhian Sich. Zum 345. Jahrestag der Gründung). Українське козацтво (Ukrainische Kosaken), Kiew 1998, ISBN 978-5-7707-1070-0 (ukrainisch).
- Федір Павлович Шевченко. Iсторик, архівіст, історіограф, джерелознавець, археограф, організатор науки, людина. Cпогади та історіографічний аналіз  (Fedir Pawlowytsch Schewtschenko. Historiker, Archivar, Historiograph, Quellenforscher, Archäograph, Wissenschaftsorganisator, Mensch. Memoiren und historiographische Analyse). Інститут історії України (Institut für Geschichte der Ukraine), Kiew 2000, ISBN 978-966-02-1721-8 (ukrainisch).
- з Ольга Яремійчук, Юрій Мицик (mit Olha Yaremiychuk, Yurii Mytsyk): Козацька енциклопедія для юнацтва. Kнига статей про історичне буття українського козацтва (Kosaken-Lexikon für Jugendliche. Ein Buch mit Artikeln über die historische Existenz der ukrainischen Kosaken). Веселка (Veselka), Kiew 2009, ISBN 978-966-01-0526-3.–

Artikel
- mit K. Huslisty: Zaporozhian und seine progressive Rolle in der Geschichte des ukrainischen Volkes. In: 300 Jahre Wiedervereinigung der Ukraine mit Russland. Staatlicher politischer Verlag der Ukrainischen SSR, Kiew 1954.
- Nam bronzy ne treba! (Wir brauchen keine Bronzestatuen!). In: Ukraïns'ka kul'tura (Ukrainische Kultur). Nr. 1, 1993, S. 8–9.
- Verfassung von Pylyp Orlyk. In: Chronik 2000: Ukrainischer Kulturalmanach. Kiew 1998, S. 90–102.
- Ostroh Academy. Spezielle historische Disziplinen. Fragen der Theorie und Methodik. Eine Sammlung von wissenschaftlichen Arbeiten und Memoiren. In: In Erinnerung an den berühmten Wissenschaftler, Historiker, Doktor der Geschichtswissenschaften, Professor V. O. Zamlynsky. 6, Teil 2. Institut für Geschichte der Ukraine der NASU, Kiew 2001, S. 378–382.
- Schlacht von Chotyn: 40 Tage Kosaken-Tapferkeit und Sieg. In: Die Armee der Ukraine: Das zentrale gedruckte Organ des Verteidigungsministeriums der Ukraine. Band 9, Nr. 135. Kiew 2011, S. 40–43.
- Hetman of Ukraine émigré Pylyp Orlyk. In: Chronicle 2000: Ukrainischer Kulturalmanach. 2012, S. 83–132.